# محمد امرنی
محمد امرنی (عربی: محمد أمرني؛ زادهٔ ۲۵ مهٔ ۱۹۸۳) بازیکن فوتبال اهل الجزایر بود.
از باشگاه‌هایی که در آن بازی کرده‌است می‌توان به باشگاه فوتبال شباب بلوزداد، باشگاه فوتبال قسنطینه، و باشگاه فوتبال مولودیه قسنطینه اشاره کرد.
وی همچنین در تیم ملی فوتبال الجزایر بازی کرده‌است.